# Liste der Biografien/Barz
Liste der Biografien |
Portal Biografien |
Personensuche
# |
A |
B |
C |
D |
E |
F |
G |
H |
I |
J |
K |
L |
M |
N |
O |
P |
Q |
R |
S |
T |
U |
V |
W |
X |
Y |
Z |
?
 
Ba |
Be |
Bd |
Bg |
Bh |
Bi |
Bj |
Bl |
Bm |
Bn |
Bo |
Br |
Bs |
Bu |
Bw |
By |
Bz
 
Baa |
Bab |
Bac |
Bad |
Bae |
Baf |
Bag |
Bah |
Bai |
Baj |
Bak |
Bal |
Bam |
Ban |
Bao |
Bap |
Baq |
Bar |
Bas |
Bat |
Bau |
Bav |
Baw |
Bax–Baz
 
Bara |
Barb |
Barc |
Bard |
Bare |
Barf |
Barg |
Barh |
Bari |
Barj |
Bark |
Barl |
Barm |
Barn |
Baro |
Barp |
Barq |
Barr |
Bars |
Bart |
Baru |
Barv |
Barw |
Bary |
Barz
Die Liste der Biografien führt alle Personen auf, die in der deutschsprachigen Wikipedia einen Artikel haben. Dieses ist eine Teilliste mit 60 Einträgen von Personen, deren Namen mit den Buchstaben „Barz“ beginnt.

## Barz
- Barz, André (* 1963), deutscher Theaterpädagoge
- Barz, Benjamin (* 1983), deutscher Eishockeyspieler
- Barz, Heiner (* 1957), deutscher Bildungsforscher
- Barz, Helmut (* 1969), deutscher Autor
- Barz, Hilde (1896–1965), deutsche Schauspielerin
- Barz, Ingeborg (* 1948), deutsche und Mitglied der Rote Armee Fraktion
- Barz, Ingo (* 1951), deutscher Liedermacher
- Barz, Irmhild (* 1943), deutsche Germanistin, Linguistin und Hochschullehrerin
- Barz, Jürgen (1944–2025), deutscher Musiker, Sänger, Liedtexter und Schauspieler
- Barz, Mathias (1895–1982), deutscher Künstler, vom Nationalsozialismus verfemt und verfolgt
- Barz, Monika (* 1953), deutsche Hochschullehrerin, Professorin für Frauen- und Geschlechterfragen
- Barz, Paul (1943–2013), deutscher Schriftsteller und Journalist
- Barz, Stefan (* 1975), deutscher Schriftsteller
- Barz, Thomas (* 1966), deutscher Wirbelsäulenchirurg
- Barz-Malfatti, Hilde (1953–2020), deutsche Architektin und Hochschullehrerin

### Barza
- Barzach, Michèle (* 1943), französische Politikerin und Frauenärztin
- Barzaeus, Johannes († 1660), Schweizer Dichter der Barockzeit
- Barzaga, Elpidio (1950–2024), philippinischer Politiker
- Barzaghi, Francesco (1839–1892), italienischer Bildhauer
- Barzaghi-Cattaneo, Antonio (1834–1922), Schweizer Maler
- Barzaghini, Mario (1921–2009), Schweizer Journalist, Dichter, Filmkritiker und Schriftsteller
- Barzagli, Andrea (* 1981), italienischer FußballspielerAndrea Barzagli (* 1981)

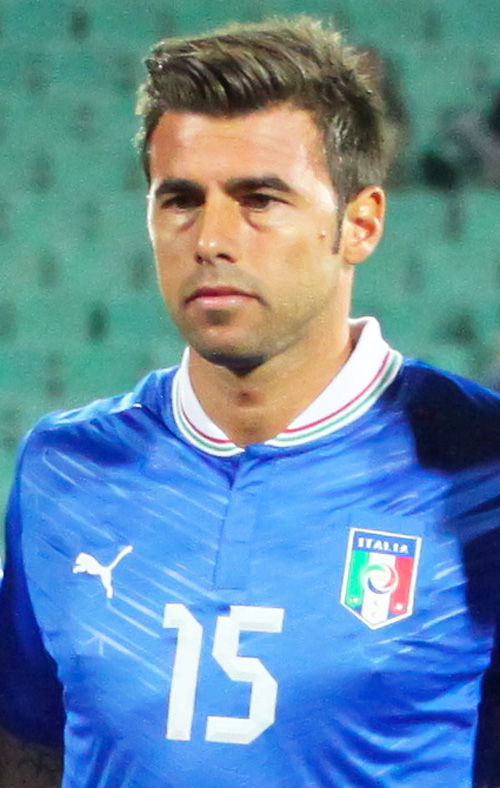
Andrea Barzagli (* 1981)

- Barzak, Christopher (* 1975), amerikanischer Schriftsteller
- Barzal, Mathew (* 1997), kanadischer Eishockeyspieler
- Barzandschi, Baba Ali, kurdischer Politiker und irakischer Minister
- Barzandschi, Latif († 1972), Gründungsmitglied und Vizepräsident der Demokratischen Partei Kurdistans
- Barzandschi, Mahmud (1878–1956), kurdischer Führer und Geistlicher
- Barzani, Ahmed (1896–1969), kurdischer Geistlicher und Stammesführer
- Barzani, Asenath (1590–1670), kurdische Rabbinerin
- Barzani, Idris (1944–1987), kurdischer Politiker im Irak
- Barzani, Masrur (* 1969), kurdisch-irakischer Politiker
- Barzani, Masud (* 1946), irakisch-kurdischer Politiker
- Barzani, Mustafa (1903–1979), irakischer Führer der Kurdischen Demokratischen Partei
- Barzanî, Nêçîrvan (* 1966), kurdischer Politiker
- Barzani, Ubaidullah († 1980), kurdischer Politiker

### Barzd
- Barzda, Joe (1915–1993), US-amerikanischer Autorennfahrer

### Barze
- Barzegar, Jamshid (* 1971), iranischer Dichter, Schriftsteller und Journalist
- Barzegar, Mansour (* 1947), iranischer Ringer
- Barzel, Bärbel (* 1959), deutsche Mathematikdidaktikerin und Hochschullehrerin
- Barzel, Rainer (1924–2006), deutscher Politiker (CDU)Rainer Barzel (1924–2006)

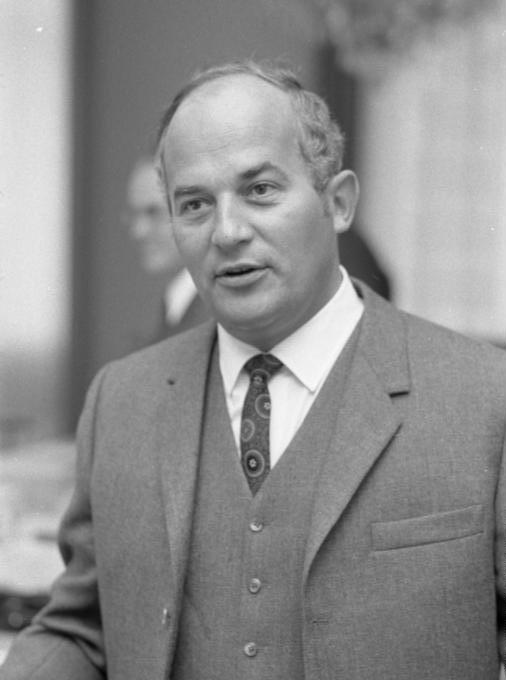
Rainer Barzel (1924–2006)

- Barzen, Rainer (* 1957), deutscher Künstler

### Barzi
- Barzilai, Elias (1891–1979), Oberrabbiner von Athen
- Barzilai, Giuseppe (1824–1902), Rechtsanwalt und Semitist
- Barzilai, Netta (* 1993), israelische Sängerin
- Barzilauskas, Carl (1951–2023), US-amerikanischer American-Football-Spieler
- Barzilauskas, Fritz (1920–1990), US-amerikanischer American-Football-Spieler
- Barzilay, Regina (* 1970), sowjetisch-israelisch-amerikanische Informatikerin und Hochschullehrerin
- Barzin, Léon (1900–1999), US-amerikanischer Dirigent und Bratschist
- Barzini, Andrea (* 1952), italienischer Regisseur
- Barzini, Benedetta (* 1943), italienisches Model, Modedesignerin und Hochschullehrerin
- Barzinji, Jamal (1939–2015), irakisch-amerikanischer Geschäftsmann; Persönlichkeit des Islams in den Vereinigten Staaten
- Barzizza, Gasparino, italienischer Humanist
- Barzizza, Isa (1929–2023), italienische Schauspielerin auf der Bühne, im Film und im Fernsehen

### Barzm
- Barzman, Ben (1911–1989), US-amerikanischer Drehbuchautor
- Barzman, Norma (1920–2023), US-amerikanische Drehbuchautorin
- Barzman, Paolo (* 1957), französisch-amerikanischer Regisseur

### Barzo
- Barzó, Lilla (* 1996), ungarische Tennisspielerin

### Barzu
- Barzun, Jacques (1907–2012), US-amerikanischer Historiker und Hochschullehrer

### Barzy
- Barzychowska, Erwina (1929–1939), polnische Danziger Schülerin und das jüngste Opfer des deutschen Sturms auf die polnische Post der Stadt
- Barzycka, Paulina (* 1986), polnische Schwimmerin